# 新街镇 (大姚县)
新街镇，是中华人民共和国云南省楚雄彝族自治州大姚县下辖的一个乡镇级行政单位。
2013年2月28日，云南省人民政府批复同意撤销新街乡，设立新街镇。

## 行政区划
新街镇下辖以下地区：
新街村、碧么村、大桥村、小古衙村、夏家坝村、团山村、斑竹箐村、芦川村和大古衙村。